# Notopoma harfoota
Notopoma harfoota is een vlokreeftensoort uit de familie van de Ischyroceridae. De wetenschappelijke naam van de soort is voor het eerst geldig gepubliceerd in 1981 door Lowry.